# Championnat de Hong Kong de football 2018-2019
Navigation
Saison précédente Saison suivante
La saison 2018-2019 de Premier League de Hong Kong  (aussi connu sous le nom de BOC Life Hong Kong Premier League pour des raisons de parrainage) est la cinquième saison du Championnat de Hong Kong de football, la division supérieure de football à Hong Kong.
Le club Wofoo Tai Po remporte son premier titre de champion de Hong-Kong.

## Participants
Un total de 10 équipes dispute le championnat, neuf d'entre elles ont déjà participé à la saison précédente de cette même compétition. Le promu est Hoi King, le champion de deuxième division, Hong Kong FC, ayant décliné la participation.

## Compétition
Le barème de points servant à établir les classements se décompose ainsi :
- Victoire : 3 points
- Match nul : 1 point
- Défaite : 0 point

### Classement
| Rang | Équipe                  | Pts | J  | G  | N | P  | Bp | Bc | Diff |
| ---- | ----------------------- | --- | -- | -- | - | -- | -- | -- | ---- |
| 1    | Wofoo Tai Po            | 41  | 18 | 12 | 5 | 1  | 43 | 22 | +21  |
| 2    | Guangzhou R&F Hong-Kong | 36  | 18 | 11 | 3 | 4  | 51 | 26 | +25  |
| 3    | KC Southern             | 32  | 18 | 9  | 5 | 4  | 30 | 24 | +6   |
| 4    | Kitchee SCT             | 32  | 18 | 9  | 5 | 4  | 44 | 20 | +24  |
| 5    | Eastern Sports Club     | 31  | 18 | 8  | 7 | 3  | 38 | 21 | +17  |
| 6    | Hong-Kong Pegasus FC    | 22  | 18 | 6  | 4 | 8  | 34 | 33 | +1   |
| 7    | Best Union Yuen Long    | 18  | 18 | 4  | 6 | 8  | 28 | 37 | -9   |
| 8    | Dreams FC               | 16  | 18 | 4  | 4 | 10 | 29 | 53 | -24  |
| 9    | Lee Man FC              | 11  | 18 | 2  | 5 | 11 | 12 | 36 | -24  |
| 10   | Hoi King P              | 8   | 18 | 2  | 2 | 14 | 13 | 58 | -45  |

|  | Qualification pour la Ligue des champions de l'AFC 2020                         |
|  | Qualification possible pour l'AFC Cup 2020                                      |
|  | Relégation en deuxième division                                                 |
|  | T : Tenant du titre C : Vainqueur de la Coupe de Hong-Kong P : Club promu de D2 |

- Si le champion ne parvient pas à se qualifier pour la phase de poule de la Ligue des champions de l'AFC 2020, il sera reversé dans la phase de poule de l'AFC Cup 2020.
- Si le champion se qualifie pour la phase de poule de la Ligue des champions de l'AFC 2020, le troisième se qualifie pour la phase de poule de l'AFC Cup 2020.
- Guangzhou R&F Hong-Kong propriété du club chinois Guangzhou R&F Football Club n'a pas de licence pour participer à une compétition continentale.
- Dreams FC demande à être relégué pour raisons financières.